# Česko na letních olympijských hrách
Česká republika se olympijských her poprvé účastnila jako samostatný stát v roce 1994 a od té doby se zúčastnila všech letních i zimních olympijských her. V letech 1920 až 1992 soutěžili čeští sportovci za Československo a v letech 1900 až 1912 za Čechy.
Národní olympijský výbor pro Česko je Český olympijský výbor, který byl původně založen v roce 1899 a v jeho současné podobě došlo k uznání Mezinárodním olympijským výborem v roce 1993.
Sportovci z České republiky vyhráli na letních olympijských hrách od roku 1994 celkově 72 medailí, především v kanoistice, střelbě a atletice.

## Účast
| Poř.   | LOH / Město / Země                | Článek            | Zlatá olympijská medaile | Stříbrná olympijská medaile | Bronzová olympijská medaile | Celkem | Uděleno celkem | Podíl | Pořadí zemí |
| ------ | --------------------------------- | ----------------- | ------------------------ | --------------------------- | --------------------------- | ------ | -------------- | ----- | ----------- |
| 26.    | 1996 Atlanta ( USA)               | Česko na LOH 1996 | 4                        | 3                           | 4                           | 11     | 842            | 1,3 % | 17.         |
| 27.    | 2000 Sydney ( Austrálie)          | Česko na LOH 2000 | 2                        | 3                           | 3                           | 8      | 927            | 0,9 % | 28.         |
| 28.    | 2004 Athény ( Řecko)              | Česko na LOH 2004 | 1                        | 3                           | 5                           | 9      | 926            | 1,0 % | 42.         |
| 29.    | 2008 Peking ( Čína)               | Česko na LOH 2008 | 3                        | 3                           | 1                           | 7      | 958            | 0,7 % | 25.         |
| 30.    | 2012 Londýn ( Spojené království) | Česko na LOH 2012 | 4                        | 4                           | 3                           | 11     | 961            | 1,1 % | 19.         |
| 31.    | 2016 Rio de Janeiro ( Brazílie)   | Česko na LOH 2016 | 1                        | 2                           | 7                           | 10     | 972            | 1,0 % | 43.         |
| 32.    | 2020 Tokio ( Japonsko)            | Česko na LOH 2020 | 4                        | 4                           | 3                           | 11     | 1080           | 1,0 % | 18.         |
| 33.    | 2024 Paříž ( Francie)             | Česko na LOH 2024 | 3                        | 0                           | 2                           | 5      | 1044           | 0,5 % | 28.         |
| Celkem | Celkem                            | Celkem            | 22                       | 22                          | 28                          | 72     | 7710           | 0,9 % |             |

### Medaile podle sportů
| Sport                     | Zlato | Stříbro | Bronz | Celkem | Odkaz |
| ------------------------- | ----- | ------- | ----- | ------ | ----- |
| Atletika                  | 5     | 3       | 8     | 16     |       |
| Kanoistika (rychlostní)   | 4     | 1       | 3     | 8      |       |
| Kanoistika (vodní slalom) | 3     | 5       | 3     | 11     |       |
| Sportovní střelba         | 3     | 4       | 4     | 11     |       |
| Tenis                     | 2     | 3       | 4     | 9      |       |
| Judo                      | 2     | 0       | 0     | 2      |       |
| Veslování                 | 1     | 3       | 1     | 5      |       |
| Cyklistika (horská kola)  | 1     | 1       | 0     | 2      |       |
| Moderní pětiboj           | 1     | 0       | 1     | 2      |       |
| Box                       | 0     | 1       | 0     | 1      |       |
| Jachting                  | 0     | 1       | 0     | 1      |       |
| Šerm                      | 0     | 0       | 2     | 2      |       |
| Triatlon                  | 0     | 0       | 1     | 1      |       |
| Zápas                     | 0     | 0       | 1     | 1      |       |
| Celkem                    | 22    | 22      | 28    | 72     |       |

## Medailisté
| Rok  | Dějiště        | Olympionici                                          | Disciplína                                   |
| ---- | -------------- | ---------------------------------------------------- | -------------------------------------------- |
| 1996 | Atlanta        | Martin Doktor                                        | kanoistika – C1 500 m                        |
| 1996 | Atlanta        | Martin Doktor                                        | kanoistika – C1 1000 m                       |
| 1996 | Atlanta        | Štěpánka Hilgertová                                  | kanoistika – K1 slalom                       |
| 1996 | Atlanta        | Jan Železný                                          | atletika – hod oštěpem                       |
| 2000 | Sydney         | Štěpánka Hilgertová                                  | kanoistika – K1 slalom                       |
| 2000 | Sydney         | Jan Železný                                          | atletika – hod oštěpem                       |
| 2004 | Athény         | Roman Šebrle                                         | atletika – desetiboj                         |
| 2008 | Peking         | Barbora Špotáková                                    | atletika – hod oštěpem                       |
| 2008 | Peking         | Kateřina Emmons                                      | sportovní střelba – vzduchová puška 10 m     |
| 2008 | Peking         | David Kostelecký                                     | sportovní střelba – trap                     |
| 2012 | Londýn         | Miroslava Knapková                                   | veslování – skif                             |
| 2012 | Londýn         | Barbora Špotáková                                    | atletika – hod oštěpem                       |
| 2012 | Londýn         | David Svoboda                                        | moderní pětiboj                              |
| 2012 | Londýn         | Jaroslav Kulhavý                                     | cyklistika – horská kola                     |
| 2016 | Rio de Janeiro | Lukáš Krpálek                                        | judo – do 100 kg                             |
| 2020 | Tokio          | Jiří Lipták                                          | sportovní střelba – trap                     |
| 2020 | Tokio          | Jiří Prskavec                                        | kanoistika – K1 slalom                       |
| 2020 | Tokio          | Lukáš Krpálek                                        | judo – nad 100 kg                            |
| 2020 | Tokio          | Kateřina Siniaková, Barbora Krejčíková               | tenis – čtyřhra                              |
| 2024 | Paříž          | Kateřina Siniaková, Tomáš Macháč                     | tenis – smíšená čtyřhra                      |
| 2024 | Paříž          | Martin Fuksa                                         | kanoistika – C1 1000 m                       |
| 2024 | Paříž          | Josef Dostál                                         | kanoistika – K1 1000 m                       |
| 1996 | Atlanta        | Lukáš Pollert                                        | kanoistika – C1 slalom                       |
| 1996 | Atlanta        | Miroslav Šimek, Jiří Rohan                           | kanoistika – C2 slalom                       |
| 1996 | Atlanta        | Jana Novotná, Helena Suková                          | tenis – čtyřhra                              |
| 2000 | Sydney         | Roman Šebrle                                         | atletika – desetiboj                         |
| 2000 | Sydney         | Petr Málek                                           | sportovní střelba – skeet                    |
| 2000 | Sydney         | Rudolf Kraj                                          | box – polotěžká váha (do 81 kg)              |
| 2004 | Athény         | Lenka Hyková                                         | sportovní střelba – sportovní pistole 25 m   |
| 2004 | Athény         | David Kopřiva, Jakub Hanák, Tomáš Karas, David Jirka | veslování – párová čtyřka                    |
| 2004 | Athény         | Lenka Šmídová                                        | jachting – třída Evropa                      |
| 2008 | Peking         | Jaroslav Volf, Ondřej Štěpánek                       | kanoistika – C2 slalom                       |
| 2008 | Peking         | Kateřina Emmons                                      | sportovní střelba – libovolná malorážka 50 m |
| 2008 | Peking         | Ondřej Synek                                         | veslování – skif                             |
| 2012 | Londýn         | Vavřinec Hradilek                                    | kanoistika – K1 slalom                       |
| 2012 | Londýn         | Ondřej Synek                                         | veslování – skif                             |
| 2012 | Londýn         | Andrea Hlaváčková, Lucie Hradecká                    | tenis – čtyřhra                              |
| 2012 | Londýn         | Zuzana Hejnová                                       | atletika – běh na 400 m překážek             |
| 2016 | Rio de Janeiro | Josef Dostál                                         | kanoistika – K1 1000 m                       |
| 2016 | Rio de Janeiro | Jaroslav Kulhavý                                     | cyklistika – horská kola                     |
| 2020 | Tokio          | Lukáš Rohan                                          | kanoistika – C1 slalom                       |
| 2020 | Tokio          | David Kostelecký                                     | sportovní střelba – trap                     |
| 2020 | Tokio          | Markéta Vondroušová                                  | tenis – dvouhra                              |
| 2020 | Tokio          | Jakub Vadlejch                                       | atletika – hod oštěpem                       |
| 1996 | Atlanta        | Tomáš Dvořák                                         | atletika – desetiboj                         |
| 1996 | Atlanta        | Šárka Kašpárková                                     | atletika – trojskok                          |
| 1996 | Atlanta        | Miroslav Januš                                       | sportovní střelba – 10 m průběžný cíl        |
| 1996 | Atlanta        | Jana Novotná                                         | tenis – dvouhra                              |
| 2000 | Sydney         | Marek Jiras, Tomáš Máder                             | kanoistika – C2 slalom                       |
| 2000 | Sydney         | Martin Tenk                                          | sportovní střelba – libovolná pistole 50 m   |
| 2000 | Sydney         | Jan Řehula                                           | triatlon                                     |
| 2004 | Athény         | Jaroslav Volf, Ondřej Štěpánek                       | kanoistika – C2 slalom                       |
| 2004 | Athény         | Jaroslav Bába                                        | atletika – skok do výšky                     |
| 2004 | Athény         | Kateřina Emmons                                      | sportovní střelba – vzduchová puška 10 m     |
| 2004 | Athény         | Libor Capalini                                       | moderní pětiboj                              |
| 2004 | Athény         | Věra Cechlová-Pospíšilová                            | atletika – hod diskem                        |
| 2008 | Peking         | Marek Švec                                           | zápas – řecko-římský, těžká váha             |
| 2012 | Londýn         | Adéla Sýkorová                                       | sportovní střelba – libovolná malorážka 50 m |
| 2012 | Londýn         | Vítězslav Veselý                                     | atletika – hod oštěpem                       |
| 2012 | Londýn         | Daniel Havel, Lukáš Trefil, Josef Dostál, Jan Štěrba | kanoistika – K4 1000 m                       |
| 2016 | Rio de Janeiro | Jiří Prskavec                                        | kanoistika – K1 slalom                       |
| 2016 | Rio de Janeiro | Ondřej Synek                                         | veslování – skif                             |
| 2016 | Rio de Janeiro | Petra Kvitová                                        | tenis – dvouhra                              |
| 2016 | Rio de Janeiro | Lucie Šafářová, Barbora Strýcová                     | tenis – čtyřhra                              |
| 2016 | Rio de Janeiro | Lucie Hradecká, Radek Štěpánek                       | tenis – smíšená čtyřhra                      |
| 2016 | Rio de Janeiro | Daniel Havel, Lukáš Trefil, Josef Dostál, Jan Štěrba | kanoistika – K4 1000 m                       |
| 2016 | Rio de Janeiro | Barbora Špotáková                                    | atletika – hod oštěpem                       |
| 2020 | Tokio          | Alexander Choupenitch                                | šerm – fleret                                |
| 2020 | Tokio          | Radek Šlouf, Josef Dostál                            | kanoistika – K2 1000 m                       |
| 2020 | Tokio          | Vítězslav Veselý                                     | atletika – hod oštěpem                       |
| 2024 | Paříž          | Jakub Jurka, Michal Čupr, Martin Rubeš, Jiří Beran   | šerm – kord družstva                         |
| 2024 | Paříž          | Nikola Ogrodníková                                   | atletika – hod oštěpem                       |

## Vlajkonoši
Uvedeni jsou vlajkonoši na zahajovacím i zakončovacím ceremoniálu příslušných olympijských her.
| Rok  | Dějiště        | Vlajkonoš                                                                                                   | Sport                                           |
| ---- | -------------- | --- | ----------------------------------------------- |
| 1996 | Atlanta        | Václav Chalupa (zahájení) Jan Železný (zakončení)                                                           | veslování atletika                              |
| 2000 | Sydney         | Martin Doktor (zahájení) Roman Šebrle (zakončení)                                                           | rychlostní kanoistika atletika                  |
| 2004 | Athény         | Květoslav Svoboda (zahájení) Roman Šebrle (zakončení)                                                       | plavání atletika                                |
| 2008 | Peking         | Štěpánka Hilgertová (zahájení) Věra Cechlová (zakončení)                                                    | vodní slalom atletika                           |
| 2012 | Londýn         | Petr Koukal (zahájení) Barbora Špotáková (zakončení)                                                        | badminton atletika                              |
| 2016 | Rio de Janeiro | Lukáš Krpálek (zahájení) Josef Dostál (zakončení)                                                           | judo rychlostní kanoistika                      |
| 2020 | Tokio          | Tomáš Satoranský (zahájení) Petra Kvitová (zahájení) Jakub Vadlejch (zakončení)                             | basketbal tenis atletika                        |
| 2024 | Paříž          | Lukáš Krpálek (zahájení) Marie Horáčková (zahájení) Martin Fuksa (zakončení) Nikola Ogrodníková (zakončení) | judo lukostřelba rychlostní kanoistika atletika |